# Trikolora (politická strana)
Trikolora (zkratka Trikolora) je česká neparlamentní politická strana založená v červnu 2019 jako hnutí Václavem Klausem mladším. Má některé charakteristické prvky pravice a profiluje se jako sociálně konzervativní a nacionálně ekonomický politický subjekt. Mezi červnem 2019 až červnem 2021 neslo hnutí název Trikolóra hnutí občanů (Trikolóra) a následně se do února 2022 jmenovalo Trikolora Svobodní Soukromníci (TSS), kdy také změnilo charakter na politickou stranu.
Stranu vedl Václav Klaus mladší od jejího založení do 23. března 2021, kdy se z osobních důvodů rozhodl skončit v politice. Vedení strany poté převzala první místopředsedkyně Zuzana Majerová Zahradníková. Ve volbách do Poslanecké sněmovny PČR v roce 2021 strana získala 2,76 % hlasů a nedostala se do poslanecké sněmovny.

## Historie

Symbolika hnutí

Vznik hnutí ohlásil bývalý poslanec Občanské demokratické strany (ODS) Václav Klaus mladší a předcházel mu incident na půdě poslanecké sněmovny, kdy 12. března 2019 Václav Klaus mladší při projednávání zákona o GDPR přirovnal přejímání a automatickou implementaci nařízení Evropské unie Poslaneckou sněmovnou ČR k rozhodování židovských výborů o složení transportů do nacistických koncentračních táborů, kdy poslanci rozhodují pouze o tom, kdy nařízení ČR přijme, nikoliv v jaké formě. Uvedl, že: „kdybychom hlasovali nezávisle, žádné GDPR by nebylo.“ K tomu dodal, že v 57 % případů jsou zákony přijímané Poslaneckou sněmovnou pouze implementací nařízení EU, které poslanci bezmyšlenkovitě přijímají. Za použité přirovnání se před poslanci omluvil Petr Fiala, předseda ODS, jejíž poslanecký klub se následně začal výrokem zabývat. Petr Fiala Václava Klause mladšího ještě 12. března 2019 vyzval k odchodu z poslaneckého klubu ODS a označil jeho jednání za poškozování ODS. 16. března 2019 byl Václav Klaus mladší vyloučen jak z ODS, tak z jejího poslaneckého klubu. Dvaadvacetičlenná výkonná rada ho vyloučila dvaceti hlasy přítomných členů. Člen výkonné rady ODS Jan Skopeček hlasování o vyloučení nebyl přítomen, vyjádřil se ale, že by hlasoval proti vyloučení Václava Klause mladšího. Proti jeho vyloučení se vyjádřila i tehdejší poslankyně ODS Zuzana Majerová Zahradníková. Důvodem vyloučení bylo dle vyjádření výkonné rady ODS dlouhodobé nerespektování hodnot, principů a programu ODS, veřejné útoky na poslance ODS a další kolegy ze strany, podpora protikandidáta ODS, kdy Václav Klaus mladší v senátních volbách (v senátním obvodě č. 26) podpořil Ladislava Jakla za SPD, kontroverzní výroky, veřejné podporování czexitu, zpochybňování účasti českých vojáků v zahraničních misích (především v Afghánistánu), účast na akcích pořádaných problematickými organizacemi a deklarování, že nebude volit ODS ve volbách do Evropského parlamentu v roce 2019. Petr Fiala k rozhodnutí výkonné rady dodal, že Václav Klaus mladší byl vyloučen za dlouhodobé poškozování jména ODS navzdory několika varováním. Za zmínku stojí také skutečnost, že Václav Klaus mladší plánoval kandidovat do EP spolu se Svobodnými a Realisty.
Představení nového subjektu bylo zprvu ohlášeno na druhou polovinu května 2019 po evropských volbách. Následně bylo ohlášeno na 10. června 2019, kdy se uskutečnilo v kongresovém centru Erbia v Praze. Akci moderoval herec Marek Vašut. Klaus mladší mimo jiné uvedl: „Přišel čas vrátit tuto zemi lidem, kteří pracují, platí daně, vychovávají děti. Přišel čas vzít si naši zemi zpátky.“ Za prioritu označil sněmovní volby v roce 2021.
Podle novinářů Jaroslava Kmenty a Jana Novotného si hnutí určilo za své sídlo adresu Freyova 82/27, Praha 9, podle katastru nemovitostí patřící firmě Yugra Alliance, jejímž vlastníkem a jednatelem byl moskevský podnikatel Volodya Elizbaryan, provozující v Karlíně obchod s luxusním italským nábytkem Salon Cardinal. Václav Klaus mladší vysvětlil, proč si vybral pro své sídlo právě tuto budovu, takto: „Bylo to levné, bylo to na metru a blízko mého bydliště.”
Devítičlenné složení přípravného výboru hnutí bylo ohlášeno 10. června 2019:
- Václav Klaus mladší – poslanec PČR
- Zuzana Majerová Zahradníková – poslankyně PČR
- Karel Rajchl – ředitel ZŠ a MŠ Děčín VIII, bývalý člen ČSSD[23]
- Norbert Hlaváček – podnikatel a starosta obce Jenštejn
- Antonín Fryč – ředitel společnosti Warex Psáry, dřívější sponzor KDU-ČSL,[24] později spoluzakladatel politické strany Realisté, za niž kandidoval ve Středočeském kraji jako lídr ve volbách roku 2017[25][26]
- Ivana Kerlesová – majitelka komunikační agentury z Českých Budějovic[27]
- Tomáš Grygar – právník z Přerova, bývalý krajský místopředseda Svobodných a asistent europoslance Petra Macha[28][29]
- Jana Marková – podnikatelka z Mladé Boleslavi,[30] v parlamentních volbách 2017 kandidující za Realisty[31]
- Natálie Vachatová – podnikatelka a soudní tlumočnice z Čelákovic,[32] v komunálních volbách 2014 kandidující za Svobodné[33]

Ke dni 25. června 2019 bylo hnutí zaregistrováno Ministerstvem vnitra. Model Centra pro výzkum veřejného mínění z konce června 2019 mu pro hypotetické volby do Poslanecké sněmovny přisuzoval volební preference kolem 1 %. Společnost Kantar mu ve svém volebním modelu z konce června 2019 přisuzovala 3 %. Ve volebním modelu společnosti Kantar z listopadu 2019 by hnutí získalo 6,5 % a podle průzkumu z dubna 2020 by obdrželo 2,5 %.

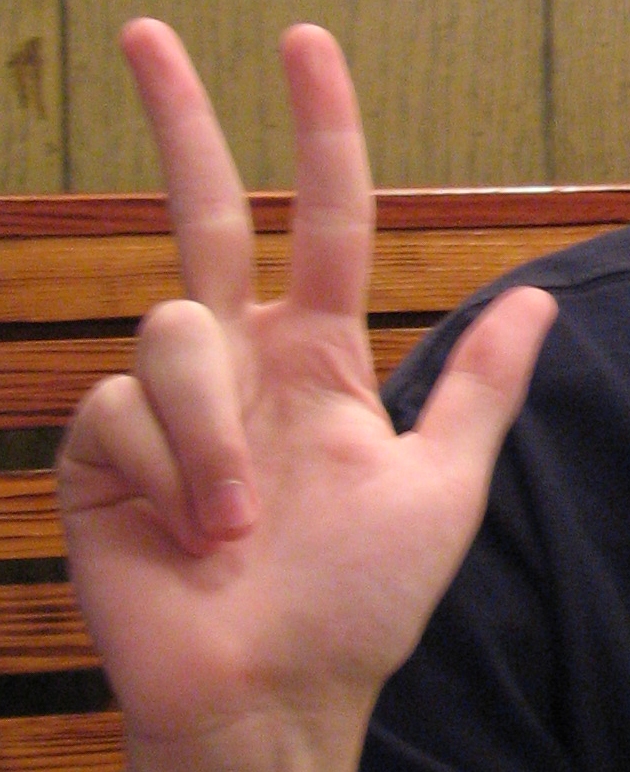
Členové Trikolóry občas používají (zejm. při fotografování) tříprsté gesto odkazující na tři barvy trikolóry.

Představení úplné sestavy hnutí bylo ohlášeno na 10. června 2019. Předem média počítala s určitostí pouze se zakladatelem Václavem Klausem mladším a bývalou poslankyní ODS Zuzanou Majerovou Zahradníkovou. Při oficiálním představení Trikolóry přečetl herec Marek Vašut přátelské zdravice dvou členů senátního klubu ODS – Iva Valenty a Jaroslava Zemana. Podporu vyjádřil také bývalý europoslanec za ODS Jaroslav Zvěřina a akce se zúčastnil i poslanec vládního ANO Přemysl Mališ. Žádný z nich však svůj vstup do Trikolóry neavizoval. Podobně se k hnutí stavěl Václav Krása, předseda Národní rady osob se zdravotním postižením, dřívější poslanec za ODS a Unii svobody, neúspěšný kandidát za KDU-ČSL a naposledy volební podporovatel SPD. Hnutí uvádělo rovněž podporu kardinála Dominika Duky. Mluvčí kardinála to však odmítl. Hnutí naopak vyjádřil sympatie předseda ultrapravicové, až neonacistické Dělnické strany sociální spravedlnosti Tomáš Vandas prohlášením, že se Trikolóra shoduje s jeho názory „tak na 95 procent“. Sympatie hnutí vyjádřil před koncem června 2019, když ohlásil svůj odchod z ČSSD, advokát a bývalý poslanec Zdeněk Koudelka, případný vstup do Trikolóry však nepotvrdil. V červenci 2019 hnutí vyjádřil podporu někdejší europoslanec za Svobodné Petr Mach, Klaus ml. pak uvedl, že s ním počítá v „ekonomické sekci“ hnutí spolu s Šichtařovou. Počátkem srpna 2019 Deník N informoval o dalších nových registrovaných příznivcích hnutí, a to bývalém ministru školství za Věci veřejné v Nečasově vládě Josefu Dobešovi a někdejším ministru zahraničí ve Fischerově a Rusnokově vládě a poradci prezidenta Zemana Janu Kohoutovi.
V červenci 2019 Klaus mladší oznámil, že hnutí disponuje 7 200 registrovanými příznivci, kteří by se výhledově měli stát jeho členy. V srpnu téhož roku jich bylo 8,5 tisíce, v září 2019 poté 10 tisíc. K prosinci 2019 bylo členy hnutí 21 starostů českých obcí.
Na ustavujícím sněmu 28. září 2019 v Brně bylo zvoleno předsednictvo hnutí. Předsedou byl zvolen Václav Klaus mladší. Na funkci rezignoval 24. března 2021. Z osobních důvodů ukončil aktivity v politice, když se vzdal kandidatury v říjnových sněmovních volbách 2021 Do sněmovních voleb byla vedením hnutí pověřena první místopředsedkyně Zuzana Majerová Zahradníková, od 29. dubna 2021 zvolená předsedkyně. Místopředsedy hnutí byli v roce 2019 zvoleni Jan Tesař a Dalibor Uhlíř.
V červnu 2019 Václav Klaus mladší odmítl, že by byl czexit v programu hnutí. V lednu 2021 hnutí začalo požadovat referendum o EU při každých sněmovních volbách a v tomto názoru setrvalo i v rámci koalice před sněmovními volbami se Svobodnými a Soukromníky. Koalice potvrdila, že podporuje referendum.
V červenci 2020 navázala s hnutím spolupráci poslankyně Tereza Hyťhová, která opustila SPD.
Na sjezdu v lednu 2022 byla předsedkyní zvolena exposlankyně parlamentu ČR Zuzana Majerová, kandidát na předsedu Jindřich Rajchl odešel s částí členů a založil si vlastní stranu PRO.
V prezidentských volbách v roce 2023 strana podporovala poslance SPD Jaroslava Baštu. Ve druhém kole strana podpořila kandidáta hnutí ANO Andreje Babiše.
V květnu 2023 předseda hnutí SPD Tomio Okamura uvedl, že hnutí v červnu podepíše memorandum o spolupráci s Trikolorou, a to ve všech nadcházejících volbách. Memorandum bylo podepsáno 14. června 2023 a týká se všech voleb konaných v roce 2024. V listopadu 2023 strana podepsala s hnutím SPD smlouvu o konkrétních parametrech spolupráce, krátce poté pak uskupení společně představila podobu společné kandidátky ve volbách do Evropského parlamentu. Předsedkyně strany Majerová na ní obsadila třetí místo.
Na sněmu v lednu 2024 obhájila funkci většina členů předsednictva včetně předsedkyně Majerové i prvního místopředsedy Štěpánka. V březnu 2025 bylo oznámeno, že kandidáti Trikolory budou ve sněmovních volbách v roce 2025 kandidovat na kandidátní listině SPD.
V roce 2025 podal na hnutí trestní oznámení jeden z jeho členů v souvislosti s údajným tunelováním strany. Předsedkyně Majerová obvinění odmítla.

### Vývoj názvu
Hnutí vzniklo v červnu 2019 pod názvem Trikolóra hnutí občanů (zkratka Trikolóra). Dne 4. března 2021 vytvořilo předvolební koalici se stranami Svobodní a Soukromníci před říjnovými volbami do Poslanecké sněmovny. Trojčlenná koalice však podle aktualizovaného volebního zákona potřebovala pro vstup do sněmovny získat 11 % hlasů. Proto se subjekty rozhodly kandidovat jako jedna strana a Trikolóra se přejmenovala na Trikolora Svobodní Soukromníci (TSS). Svobodní a Soukromníci nadále zůstali samostatnými stranami, s nominací svých kandidátů na volební kandidátku TSS. V únoru 2022 se pak hnutí změnilo na politickou stranu a obnovilo název původní zkratky Trikolora již bez diakritiky.

Logo používané mezi červnem 2019 březnem 2021.
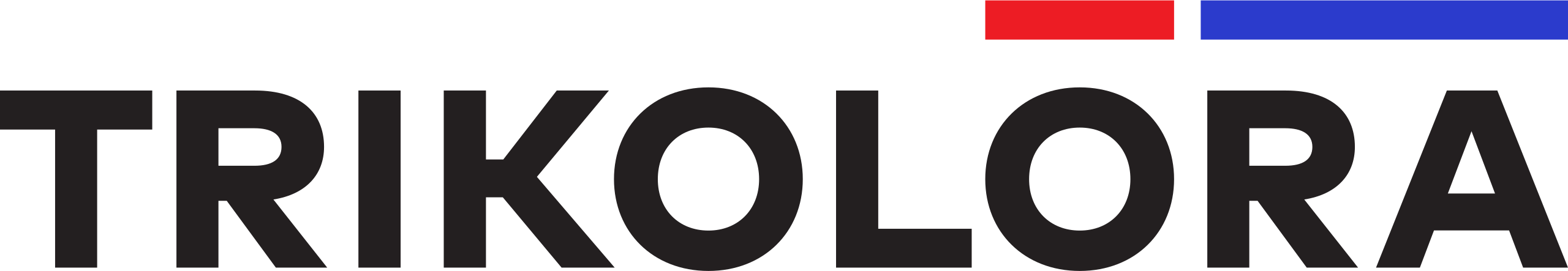
Logo používané od února 2022.

## Předsednictvo
Druhý sněm proběhl 29. ledna 2022 v pražském hotelu Olšanka. Delegáti odhlasovali přejmenování z Trikolora Svobodní Soukromníci na název Trikolora a změnu charakteru z politického hnutí na politickou stranu. Zvolené vedení s dvouletým mandátem 2022–2024:
- Zuzana Majerová – předsedkyně
  - Petr Štěpánek – 1. místopředseda
    - Tereza Hyťhová – místopředsedkyně
    - Josef Sláma – místopředseda
    - Stanislav Hykyš – místopředseda

Třetí sněm strany proběhl 19. ledna 2024. Předsednickou funkci obhájila Zuzana Majerová, funkci prvního místopředsedy Petr Štěpánek. Novým místopředsedou strany byl zvolen Petr Levíček, funkci pak obhájili Josef Sláma a Otto Černý.

## Volební výsledky
V opakovaných komunálních volbách ve Strakonicích 14. prosince 2019 získalo hnutí 3,32 %, tedy 5 824 hlasů, nezískalo žádný mandát v zastupitelstvu a celkově skončilo v pořadí čtvrté. Tyto volby byly první, kterých se Trikolóra zúčastnila. Václav Klaus mladší před volbami sdílel na sociálních sítích průzkum, který přisuzoval hnutí 15,8 %, za což sklidil kritiku, především protože tento nebyl řádně zdrojován, na což upozornil Deník N.
V doplňovacích senátních volbách ve volebním obvodu 32 – Teplice v červnu 2020 získal kandidát Trikolóry 551 hlasů a umístil se na předposledním místě.
Ve volbách do Poslanecké sněmovny Parlamentu České republiky 2021 získalo hnutí Trikolora Svobodní Soukromníci 148 463 hlasů (2,76 %) a nezískalo žádný poslanecký mandát.
V senátních volbách v roce 2022 nezískala strana žádný mandát, předsedkyně Zuzana Majerová Zahradníková se umístila ve svém obvodu – Olomouc – až na 4. místě se ziskem 9,93% hlasů.

### Poslanecká sněmovna
| Volby | Hlasy   | Hlasy | Mandáty | Mandáty | Pozice | Postavení     |
| Volby | Počet   | %     | Počet   | ±       | Pozice | Postavení     |
| ----- | ------- | ----- | ------- | ------- | ------ | ------------- |
| 2021  | 148 463 | 2,8   | 0/200   | ▬0      | ▲8.    | neparlamentní |

### Senát
| Volby | První kolo | První kolo | Druhé kolo | Druhé kolo | Mandáty | Mandáty | Mandáty | Pozice |
| Volby | Hlasy      | %          | Hlasy      | %          | Zvoleno | Celkem  | ±       | Pozice |
| ----- | ---------- | ---------- | ---------- | ---------- | ------- | ------- | ------- | ------ |
| 2020  | 25 609     | 2,6        | –          | –          | 0/27    | 0/81    | ▬0      | ▬ –    |
| 2022  | 14 832     | 1,3        | –          | –          | 0/27    | 0/81    | ▬0      | ▬ –    |
| 2024  | 7 490      | 0,9        | –          | –          | 0/27    | 0/81    | ▬0      | ▬ –    |

### Zastupitelstva krajů
| Volby | Hlasy  | Hlasy | Mandáty | Mandáty | Pozice |
| Volby | Počet  | %     | Počet   | ±       | Pozice |
| ----- | ------ | ----- | ------- | ------- | ------ |
| 2020  | 69 176 | 2,5   | 1/675   | ▲1      | ▲26.   |
| 2024  | s SPD  | s SPD | 1/685   | ▬0      | ▲22.   |

## Program
Základní program hnutí, ohlášený v červnu 2019, byl sdružený ve třech bodech/pilířích. Podle nich se hnutí chtělo dívat na svět českou perspektivou, hájit pracující občany a „bránit normální svět“. Představení detailního programu bylo ohlášeno na září 2019 v souvislosti s ideovou konferenci hnutí.
Program hnutí je uvozen heslem „Vraťme lidem jejich zemi“ a člení se na tři základní části:
- Braňme normální svět
- Bohatství vzniká z práce
- Žijeme v České republice

Sám Klaus později jako některé konkrétní priority, které bude jeho hnutí prosazovat, označil zrušení zákazu kouření v restauracích, snížení daní podnikatelům, podporu automotorismu, podporu obyvatel obcí v národních parcích, bez jejichž souhlasu by podle Klause neměl být přijat žádný zákon, který by se jich týkal. Klaus se vyhranil i proti systému sociálních dávek, kdy se kvůli tomuto systému podle něho lidem nevyplatí pracovat. Odmítl účast na případném sudetoněmeckém sjezdu v ČR. Program podle svých slov hodlá prosazovat s kýmkoli, nevyhranil se tedy proti v současnosti nejsilnějšímu českému politickému subjektu, kterým je hnutí ANO.

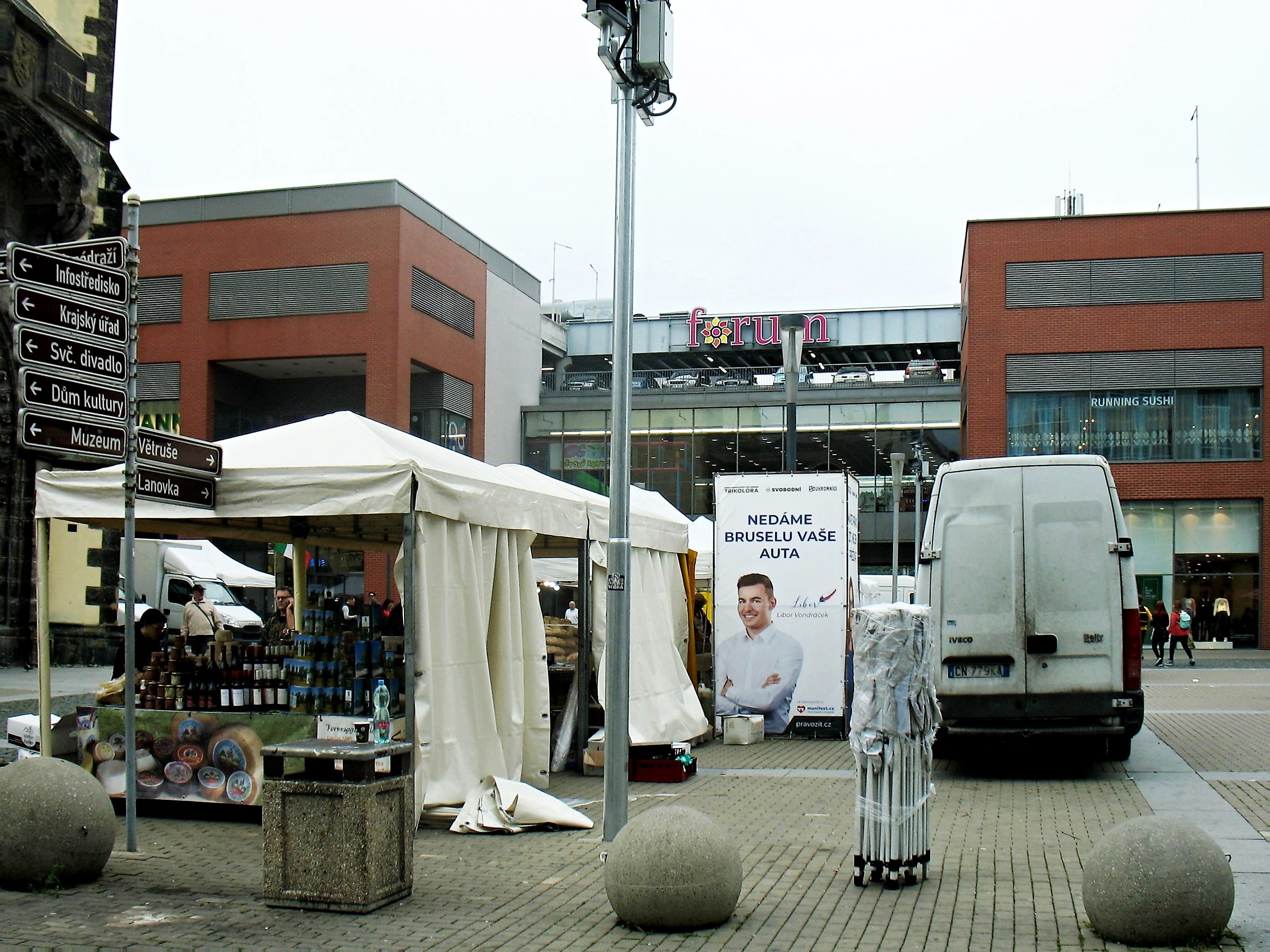
Předvolební reklama před OC Forum v Ústí nad Labem, září 2021

Hnutí zakládá svůj program na konzervativním pravicovém nacionalismu, popírání klimatických změn, kritice sociálního státu a prosazování co nejnižších daní. Podle zakladatele chce hájit konzervativní hodnoty, „zdravý rozum“ a pracující lidi. Komentátor Českého rozhlasu Jan Fingerland zpochybňuje konzervatismus hnutí a hovoří o něm spíše jako o radikálním než konzervativním.
Komentátor Info.cz Bohumil Pečinka vyhodnotil z prvotního prohlášení hnutí, že má být nejspíš „něčím jako lepší ODS, tedy pravicovou stranou, která bude jen ostřejší ve vztahu k EU a levicovému progresivismu v morálně-kulturních otázkách.“ Podle něho však voliči ODS nesdílejí základní názorové charakteristiky s Klausem mladším a „Trikolóra si musí projít fází hry na klasicky pravicovou stranu s liberálními pohledy na ekonomiku, aby mohla zakotvit tam, kde jsou její skuteční voliči a názory jejich předsedy.“ Podle Pečinky by Trikolóra v budoucnosti mohla „jít cestou «podmínečného czexitu», zvednout prapor českého nacionalismu, vypracovat nějakou verzi protiimigrační politiky a čekat, jestli se hnutí ANO nezačne drolit. Stručně řečeno, být hnutím pro zklamané okamurovce a anoisty s maturitou.“
Sám Václav Klaus mladší v pořadu Rozstřel iDNES.cz zpochybnil jednoznačnost pravicové pozice, podle jeho slov „[nelze] říct, že bychom patřili vyloženě k pravici nebo levici. Chceme se zaměřovat na témata z obou oblastí“. V tomtéž pořadu odmítl, že by hnutí Trikolóra mělo ve svém programu czexit. Už v dubnu 2019 v rozhovoru pro deník Právo uvedl: “nejde o ryze pravicový elektorát. Myslím, že pojmy levice a pravice jsou zprofanované, lidé jim nerozumí. Už o nich nemá smysl hovořit.“ V rozhovoru pro XTV 13. června 2019 dále uvedl, že členem přípravného výboru hnutí Trikolóra je i sociální demokrat, blíže však osobu nespecifikoval.
Komentátoři Reflexu Viliam Buchert či E15 Filip Zelenka hodnotili hnutí v roce 2019 jako (pravicově) populistické, podobně jako politologové Jan Charvát či Josef Mlejnek v roce 2020.
Strana se staví negativně k rozšiřování práv LGBT (uzákonění stejnopohlavního manželství a adopce dětí stejnopohavními páry v ČR, úřední změně pohlaví bez předchozího podstoupení chirurgického zákroku), staví se kriticky k otázce lidského vlivu na změny klimatu či konkrétním uplatňovaným řešením. Podporuje zachování tzv. tradičních hodnot, vlastenectví, volný trh, stát s minimálními kompetencemi, redukci sociálního státu (zrušení minimální mzdy) či zrušení dotací pro neziskové organizace.
K českému členství v Evropské unii zastává již od vzniku silně euroskeptické postoje. Odmítá přijmout euro a důrazně požaduje reformaci Evropské unie. Václav Klaus mladší již v roce 2016 jako člen ODS požadoval czexit.

## Financování
Václav Klaus junior v červnu 2019 uváděl, že pro financování volebních kampaní nechce hnutí přijmout žádné peníze ze zahraničí, chtěl by zajistit financování výhradně z českých zdrojů. Lidové noviny k tomu připomněly, že hlavním sponzorem Institutu Václava Klause je skupina PPF Petra Kellnera, masivně podnikající v Číně, Indii, USA a Rusku. Klaus junior označil Kellnerovu společnost za českou, potenciální podporu však nijak nepotvrdil. K červenci 2019 patřil mezi největší sponzory strany podnikatel Antonín Fryč (250 000 Kč), člen přípravného výboru, podnikatel a bývalý ředitel Státního fondu rozvoje bydlení Ľubomír Vais (100 000 Kč) a Karel Svoboda (100 000 Kč).
Na transparentní účet strany přišly od založení strany do počátku října 2020 dary v celkové hodnotě 23,9 milionu korun, z toho 17 milionů získalo hnutí v roce 2020.